# Bogdaniec (województwo mazowieckie)
Bogdaniec – wieś w Polsce położona w województwie mazowieckim, w powiecie sochaczewskim, w gminie Sochaczew.
W latach 1975−1998 miejscowość położona była w województwie skierniewickim.
W marcu 1944 Gestapo dokonało pacyfikacji wsi. Zamordowało 19 osób i całkowicie spaliło wieś.